# Park Chung-Ho
Park Chung-Ho es un deportista surcoreano que compitió en taekwondo. Ganó dos medallas en el Campeonato Mundial de Taekwondo, en los años 1977 y 1979.

## Palmarés internacional
| Campeonato Mundial | Campeonato Mundial       | Campeonato Mundial | Campeonato Mundial |
| Año                | Lugar                    | Medalla            | Categoría          |
| ------------------ | ------------------------ | ------------------ | ------------------ |
| 1977               | Chicago (Estados Unidos) | Medalla de oro     | –63 kg             |
| 1979               | Stuttgart (RFA)          | Medalla de bronce  | –73 kg             |